# Бекбике
Бекбике́ (каз. Бекбике) — поселение эпохи неолита и медного века в Атырауской области Казахстана.

## Общие сведения
Бекбике является археологическим памятником, поселением эпох неолита и энеолита на территории Жылыойского района Атырауской области. Назван по ближайшей железнодорожной станции.

## Результаты раскопок
Археологические раскопки проводились в 1996 году. Были найдены наконечники стрел, свёрла, разнообразные зубила, скребки и другие каменные орудия различного назначения.